# Gemeentelijke herindeling in Limburg 2007

Gemeenten van Midden-Limburg volgens CBS en VVV

De grootschalige herindeling in Midden-Limburg heeft ertoe geleid dat in totaal elf gemeenten op een zodanige manier werden samengevoegd dat er vier (nieuwe) gemeenten ontstonden. Het betrof de gemeenten Roermond, Swalmen, Roerdalen, Ambt Montfort, Maasbracht, Thorn, Heel, Hunsel, Haelen, Heythuysen en Roggel en Neer. De herindeling heeft plaatsgevonden op 1 januari 2007.

## De herindeling
De  gemeentelijke herindeling in Midden-Limburg hield in dat de volgende gemeenten per 1 januari 2007 zijn samengevoegd:
- Roggel en Neer, Heythuysen, Haelen en Hunsel werden vrijwillig samengevoegd en vormen de nieuwe gemeente Leudal met een inwoneraantal van circa 37.000.
- Maasbracht, Thorn en Heel werden vrijwillig samengevoegd en vormen de nieuwe gemeente Maasgouw met een inwoneraantal van circa. 25.000.
- Roerdalen en Ambt Montfort werden vrijwillig samengevoegd en zijn verdergegaan onder de naam Roerdalen met een inwoneraantal van circa 21.000.
- Roermond en Swalmen werden gedwongen samengevoegd en zijn verdergegaan onder de naam Roermond met een inwoneraantal van circa 54.000.

## Roermond en Swalmen
Roermond en Swalmen waren de enige gemeenten die niet tevreden zijn met de herindelingsplannen. De gemeente Swalmen wilde namelijk fuseren met de gemeente Beesel in plaats van met Roermond. Roermond neemt geen genoegen met alleen Swalmen en eist enkele andere plaatsen en/of gemeenten. Zo zou Roermond bijvoorbeeld Linne (gemeente Maasbracht), Melick (gemeente Roerdalen) én Swalmen willen hebben. Een andere optie is om zowel Ambt Montfort als Roerdalen bij de gemeente Roermond te voegen. Vanwege de zwakke economie van de gemeente en de wens subsidies van het Rijk te krijgen, wil Roermond uitbreiden. Een gemeente met een hoger inwoneraantal kan namelijk rekenen op aandacht en subsidies.

## Andere voorstellen
Op 8 juni 2006 diende de VVD een amendement in op deze wet in de Tweede Kamer. Het amendement hield het volgende in:
- De gemeente Maasgouw (Maasbracht, Thorn en Heel) wordt uit het plan geschrapt.
- Maasbracht wordt bij Roermond gevoegd.
- Heel en Thorn gaan naar de gemeente Leudal.
- Hunsel zal niet bij de gemeente Leudal maar bij Weert worden gevoegd. De gemeente Weert speelt hierdoor opeens een rol bij de herindeling.

Op 13 juni 2006 liet de Tweede Kamer weten dat er geen meerderheid was die voor de wijzigingen stemde. Dat betekent dat het huidige herindelingsplan in Midden-Limburg wordt aangehouden. Hierbij krijgt Roermond dus alleen de gemeente Swalmen en blijft de nieuwe gemeente Maasgouw behouden.

## Definitief besluit
Op 14 juni 2006 werd bekendgemaakt dat de plannen definitief waren: de 'oude' plannen zouden worden aangehouden, zoals beschreven staat bij het kopje 'De herindeling'.
Op 12 september 2006 nam de Eerste Kamer het wetsvoorstel aan.
De vorming van de herindelingsgemeenten (a) Leudal, bestaande uit de gemeenten Haelen, Heythuysen, Hunsel en Roggel en Neer, (b) Maasgouw, bestaande uit Heel, Maasbracht en Thorn en (c) Roerdalen, bestaande uit Ambt Montfort en Roerdalen kon - zonder stemming - op unanieme steun van de senatoren rekenen. De vorming van de herindelingsgemeente Roermond, een samenvoeging van Roermond en Swalmen, kon maar net voldoende steun krijgen in de Eerste Kamer, 35 senatoren stemden vóór, 34 tegen, 6 senatoren waren afwezig (tegen stemden CDA, SP, D66, Onafhankelijke SenaatsFractie, SGP en CU). De reden voor de tegenstemmers was dat dat voorstel niet echt 'van onderop' wordt gedragen. Immers, Swalmen wilde 't liefst zelfstandig blijven of desnoods herindelen met de Noord-Limburgse gemeente Beesel (maar die wilde niet), Roermond wilde méér dan alleen Swalmen aan haar grondgebied toegevoegd krijgen, namelijk ook gebiedsuitbreiding ten zuiden van Roermond. Ook vanuit de gemeente Weert (niet betrokken bij deze herindelingsvoorstellen) klonken en klinken geluiden om haar centrumfunctie te versterken. Een en ander bracht de Eerste Kamer er toe om met een ruime meerderheid (64-5) een motie aan te nemen welke in feite Provinciale Staten van Limburg er toe moet bewegen om vóór 1 februari 2007 met voorstellen naar de centrumgemeenten te komen die zouden moeten leiden tot versterking van de centrumfunctie van Roermond en Weert.